# Winthemia analis
Winthemia analis är en tvåvingeart som först beskrevs av Macquart 1846.  Winthemia analis ingår i släktet Winthemia och familjen parasitflugor. Inga underarter finns listade i Catalogue of Life.